# ᛗ
ᛗ（マンナズ、*Mannaz、*Manwaz）は、ルーン文字の一つである。*Mannazは「ᛗ (m) 」の再建された名称であり、性的に中立な意味において「人、人間（英語: person, human being）」をあらわすゲルマン祖語の単語である。

## 概要
単語「Mannaz」は、古英語の「man, mann（「人間、人」）」へと発展していった。
（他にドイツ語の「Mann」、古ノルド語の「maðr」、ゴート語の「manna」、いずれも英語の「man」と同義語である。）
この語は、インド・ヨーロッパ祖語の語根「*man-（異形の*mon-も含む）」に由来している。
（サンスクリット語あるいはアヴェスター語の manu-、ロシア語の muzh。いずれも「人、男性」を意味する。）

## 語源
アメリカン・ヘリテージ辞典(en)がそうであるように、語源の説明のいくつかは、語根を独立したものとみなしている。
インド・ヨーロッパ系の神話において、*Manusは、最初の男の名でもあった。（マンヌス、マヌを参照。）

### 語源説明１
他のインド・ヨーロッパ祖語との関連を証明する語源説明の中で、「man（考える人 the thinker)」は、最も従来からある説である――つまりこの単語は、語根「*men-」（「考えること」の意。「mind（心）」の同根語）とつながりがある。
この語源説明は、「合理的な動物」としてルネ・デカルトによって与えられた「人（man）」の定義に適合する。
この説明はしかし、一般には受け入れられていない。
ゲルマン語派の言語に属さないフィンランド語においては、この語源としてありそうな類比がある。
フィンランド語では、「人間」は「ihminen」という単語である。その意味するところは、「不思議に思っている誰か」である。

### 語源説明２
第2の語源説明は、「man」の原型が「human」の原型の縮小形だと主張している。
「Human（人間）」は、「*dhghem-」つまり英語の「earth（地球）」に由来している。
「*（dh）ghom-on-」は、ある種の「earthling（人間）」である。
単語は、まさにその最終的な音節である「*m-on-」にまで縮小する。
エリック・パートリッジの語源辞典『Origins』において、「man（人）」の項目にこの考え方を見い出せるだろう。
こんにち我々にゲルマン語の語形だけがあるとすれば、その派生論は有望な説であろう。
（また、トゥイストー（マンヌスの父神）が大地から出現した神であることにも注意が必要。）
しかし、その証拠となるはずのインド・イラン語派の単語「manu」は、事実上その可能性を否定する。

## 意味の変化
11世紀ごろ、その意味を「成人男性」に制限した「man」の使われ方は、後期古英語に見られ始めただけであった。そして、往事は「男性(male sex)」を表していた単語「wer」「were」は1300年頃には使われなくなった。（しかし、例えば「werewolf（人狼）」や「weregild（贖罪金）」という単語に残っている。）
単語「man」の本来の意味は、古英語「mancynn」に由来する「mankind（人類）」のような単語に残されている。
20世紀に入ると、「人(man)」の一般的な意味はまたさらに制限されてしまった。
（しかし、合成語である「mankind（人類）」、「everyman（全員）」、「no-man（つむじ曲り）」、その他の語として残っている。）
現在は、昔そうであったように、ほとんど独占的に「成人の男性」を意味する語としての用例が大部分である。

### ラテン系言語における「homo」の変化
興味深いことに、まったく同じことが、ラテン系言語の単語「homo」に起こっている。ロマンス諸語においては顕著である。
「homme, uomo, hombre, homem」は、残された一般的な意味として、主に「男性」に適用されるようになった。

## ルーン詩
3つすべてのルーン詩に、ノルウェー語とアイスランド語の詩では maðr として、そして古英語の詩では man として記録されている。
| Rune Poem: | 現代英語訳: |
| 古ノルウェー語 ᛉ Maðr er moldar auki; mikil er græip á hauki.                                                                                  | Man is an augmentation of the dust; great is the claw of the hawk.                                                                                         |
| 古アイスランド語 ᛉ Maðr er manns gaman ok moldar auki ok skipa skreytir. homo mildingr.                                                        | Man is delight of man and augmentation of the earth and adorner of ships.                                                                                  |
| 古英語 ᛗ Man byþ on myrgþe his magan leof: sceal þeah anra gehwylc oðrum swican, forðum drihten wyle dome sine þæt earme flæsc eorþan betæcan. | The joyous man is dear to his kinsmen; yet every man is doomed to fail his fellow, since the Lord by his decree will commit the vile carrion to the earth. |